# Beach Racing Cars

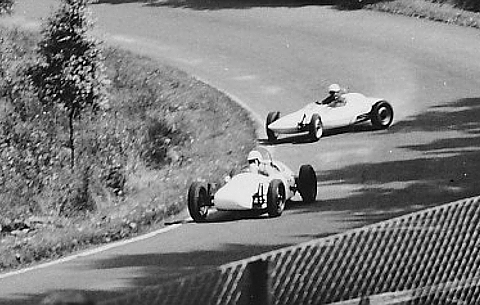
Erstes Formel-V-Rennen auf dem Nürburgring am 1. August 1965

Beach racing cars ist der spätere Name eines US-amerikanischen Unternehmens, in dem der Ingenieur Gene (Eugene H.) Beach (* 17. November 1919 in  Battle Creek, Michigan; † 14. März 2006) seit 1959 Sport- und Rennwagen baute. In Europa wurde Beach durch die Formel V bekannt, nachdem Porsche 1964 fünf dieser kleinen Rennwagen auf VW-Käfer-Basis bei ihm sowie fünf weitere bei Formcar als Bausätze gekauft, zusammengebaut und zunächst in Demonstrationsrennen in Deutschland vorgestellt hatte.

## Anfänge mit Sportwagen
Von Anfang an baute Beach Fahrzeuge mit Mittelmotor. Der erste Wagen 1959 war der „Begra“, ein kleiner, flacher Spider, dessen Grundlage im Wesentlichen Bauteile des Fiat 600 waren. Der Name war aus Beach und Grady gebildet. Henry Grady verbesserte die Motoren, während Gene Beach für Fahrwerk und Karosserie verantwortlich war. Dieser „Begra“ Mk 1 war wohl ein Einzelstück, dem drei weitere Versionen folgten, ab Mk 3 mit Fiberglas- statt Aluminiumkarosserie. Motoren kamen von Saab, Abarth und Ford.
Bereits Ende 1961 trennten sich Beach und Grady, sodass die Wagen ab 1963 bzw. ab Mk 4 den Namen Beach trugen. Das Fahrwerk des Mk 4 kam aus dem Austin Healey Sprite, der knapp 70 PS starke Motor aus dem BMW 700. Im Laufe der folgenden Jahre wurde der Wagen verbessert, unter anderem mit Fahrwerksteilen des Mini Cooper. Als letzten Sportwagen brachte Beach ein GT-Coupé heraus, das für Langstreckenrennen vorbereitet war, bei den 12 Stunden von Sebring jedoch mit einem Schaden an der Radaufhängung ausfiel.

## Formel V
Im August 1963 begann Beach mit dem Bau von Formel-V-Wagen. Gegenüber der Konkurrenz zeichneten sich seine Fahrzeuge durch eine schlankere Karosserie über einem verhältnismäßig einfachen und kostengünstig herzustellenden Rahmen aus Vierkantstahlrohren aus. Außerdem unterschieden sie sich durch einen deutlich weniger negativen Sturz der Hinterräder von den Mitbewerbern. Von Anfang an waren die Beachcars erfolgreich, unter anderem 1963 mit Bruce McLaren, der das Formel-V-Rennen bei der Speedweek von Nassau auf den Bahamas gewann.
Professionell wurde die Produktion, als Porsche 1964 Bausätze für Formel-V-Wagen bestellte und sich weitere Rennerfolge einstellten. Zwei Werkswagen mit Chris Amon und Bruce McLaren belegten bei der Bahamas-Speedweek 1965 die Plätze eins und zwei und Bob Bondurant wurde Fünfter in einem Feld von 33 Wagen. Die Formel-V-Meisterschaft der USA gewann Dan Fowler ebenfalls auf Beach. Knapp 200 Fahrzeuge des Typs Mk 5 wurden bis 1968 in verschiedenen Ausbaustufen hergestellt.
Die Motoren der ersten Formel-V-Autos mit einer Leistung von etwa 45 PS wie auch das Getriebe, die vordere Kurbellenkerachse und die 15-Zoll-Räder waren Originalteile des VW Käfer. Die Höchstgeschwindigkeit lag bei 165 km/h.
Unter der Bezeichnung Mk 16 baute Beach 1969 einen Prototyp für die Formel Super Vau, den er Anfang 1970 vorstellte. Dieser Wagen wurde aber nicht weiterentwickelt. In den folgenden Jahren fertigte Beach noch Fahrzeuge für die Formel Ford und für die amerikanische Formel B.

## Nachfolge
Das kurze Zeit nach Beachs Tod entstandene Unternehmen Beach racing cars in Seattle hält die Erinnerung an den Rennwagenhersteller wach und restauriert seine inzwischen historischen Sport- und Rennwagen.